# Wyszyny Kościelne (gromada)
Wyszyny Kościelne – dawna gromada, czyli najmniejsza jednostka podziału terytorialnego Polskiej Rzeczypospolitej Ludowej w latach 1954–1972.
Gromady, z gromadzkimi radami narodowymi (GRN) jako organami władzy najniższego stopnia na wsi, funkcjonowały od reformy reorganizującej administrację wiejską przeprowadzonej jesienią 1954 do momentu ich zniesienia z dniem 1 stycznia 1973, tym samym wypierając organizację gminną w latach 1954–1972.
Gromadę Wyszyny Kościelne z siedzibą GRN w Wyszynach Kościelnych utworzono – jako jedną z 8759 gromad na obszarze Polski – w powiecie mławskim w woj. warszawskim, na mocy uchwały nr VI/10/8/54 WRN w Warszawie z dnia 5 października 1954. W skład jednostki weszły obszary dotychczasowych gromad Trzcianka Kolonia, Trzcianka, Wola Kolonia, Wyszyny Kościelne i Zdroje ze zniesionej gminy Stupsk oraz obszar dotychczasowej gromady Otocznia Nowa ze zniesionej gminy Kosiny w tymże powiecie. Dla gromady ustalono 18 członków gromadzkiej rady narodowej.
31 grudnia 1959 1 stycznia 1960 z gromady Wyszyny Kościelne wyłączono (a) wieś Trzcianka i kolonię Trzcianka, włączając je do gromady Szydłowo oraz (b) wsie Wola Szydłowska, Wyszyny Kościelne i Zdroje wraz z kolonią Wola Szydłowska, włączając je do gromady Stupsk w tymże powiecie, po czym gromadę Wyszyny Kościelne zniesiono a jej (pozostały) obszar włączono do gromady Wiśniewo tamże (podkreślone i wykreślone zmiany retroaktywnie określone uchwałami z 25 lutego 1960).